# Yaël Braun-Pivet
Pour les articles homonymes, voir Braun et Pivet.
Yaël Braun-Pivet, née le 7 décembre 1970 à Nancy (Meurthe-et-Moselle), est une femme d'État française, présidente de l'Assemblée nationale depuis le 28 juin 2022.
Avocate et militante associative, elle adhère au Parti socialiste (PS) dans les années 2000, alors qu'elle réside à Tokyo.
Elle rejoint La République en marche (LREM) en 2016 et devient députée de la cinquième circonscription des Yvelines à l'issue des élections législatives de 2017. Durant la XVe législature, elle préside la commission des Lois de l'Assemblée nationale.
En 2022, après avoir été nommé ministre des Outre-mer dans le gouvernement Borne, elle est réélue députée et accède à la présidence de l'Assemblée nationale, devenant la première femme à occuper cette fonction. Elle est réélue à la tête de la chambre basse après les élections législatives de 2024, cette fois à la majorité relative.

## Situation personnelle

### Origines
Yaël Braun naît le 7 décembre 1970 à Nancy (Meurthe-et-Moselle).
Elle se présente comme descendante de « l'immigration slave, juive polonaise et juive allemande », son grand-père, tailleur juif polonais s'étant réfugié à Nancy dans les années 30 pour fuir l'antisémitisme,. Après la guerre, il est médaillé de la Résistance. Libération indique qu'elle n'est « ni pratiquante ni croyante », mais qu'elle « célèbre en famille les fêtes juives comme le faisait son père »
Son père est cadre dans une entreprise publicitaire et sa mère, ancienne enfant placée en famille d'accueil par la Direction départementale des affaires sanitaires et sociales (DDASS), est sténodactylographe.

### Vie privée
Elle est mariée à Vianney Pivet, cadre supérieur chez L'Oréal. Ils ont cinq enfants et, en 2017, résidaient au Vésinet.
En janvier 2025, elle déclare être prise en charge depuis plusieurs années pour un cancer du sein détecté lors d'un contrôle médical de routine et encourage les femmes à se faire dépister régulièrement,.

## Carrière professionnelle
Après des études à la faculté de droit de Nanterre, elle est d'abord avocate en droit pénal au barreau de Paris puis au barreau des Hauts-de-Seine jusqu'en 2003 . Elle exerce d'abord sept ans en droit pénal au sein du cabinet d'avocat d'Hervé Temime, puis dans son propre cabinet avec deux associés à Neuilly-sur-Seine.
De 2003 à 2012, elle s'expatrie avec son mari et ses enfants en Asie (à Taïwan puis au Japon), puis au Portugal,.
À son retour en France en 2012, elle obtient un master en « droit des affaires et juriste d'entreprise », puis crée une start-up de courts séjours en chambre d'hôtes avant de s'orienter vers l'engagement bénévole,.

## Engagement associatif
En 2014, elle s'investit dans Les Restaurants du Cœur des Yvelines, en dirige bénévolement l'antenne de Chanteloup-les-Vignes en 2015, puis crée le centre d'accueil de Sartrouville, y encadre une centaine de bénévoles. Membre du conseil d'administration des Restos du Cœur des Yvelines, elle devient en septembre 2016 la responsable nationale du déploiement de l'activité « accès à la justice »,.
Elle démissionne de ses fonctions bénévoles lors de son élection de députée en 2017.

## Parcours politique

### Débuts en politique
Yaël Braun-Pivet est trésorière de la section du Parti socialiste à Tokyo dans les années 2000. Après avoir « toujours voté PS », elle adhère à l'automne 2016 à En marche, parti dans lequel elle dit avoir « retrouvé toutes [ses] idées profondes en termes de dépassement des clivages politiques et de pragmatisme », convaincue par la position d'Emmanuel Macron contre le projet de réforme de la déchéance de nationalité.

### Députée de laXVelégislature
Le 18 juin 2017, lors du second tour des élections législatives, elle est élue députée avec 58,99 % des voix, devançant le député sortant Jacques Myard.

#### Présidente de la commission des Lois
Le 29 juin, elle est élue présidente de la commission des Lois de la XVe législature, une des huit commissions permanentes de l'Assemblée nationale face à l'ex-PRG Alain Tourret.
Le Monde affirme que « son parcours tranche quand l’usage voulait que la fonction soit réservée à des députés expérimentés » et que « la volonté de parité n’est pas étrangère » à son élection. D'après Le Nouvel Obs, elle « n'avait pourtant pas les faveurs de l'Élysée ». Elle déclare à ce sujet : « Je n'avais de relations spéciales avec personne, j'ai présenté mon parcours et été élue. Pour une fois, ce n'est ni un ami ni un « pressenti » et je trouve ça bien ! ». Elle devient la première femme à accéder à cette fonction après une première élection à l'Assemblée nationale et la deuxième à accéder à la présidence de cette commission sous la Cinquième République, vingt ans après Catherine Tasca. Elle souligne que cette dernière « était une ancienne ministre » et « avait donc déjà une stature politique », et juge ainsi « inédit d'avoir une inconnue à cette fonction-là ».

#### Présidence et méthode de travail

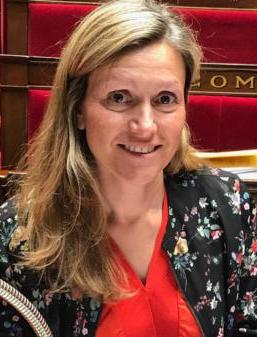
Yaël Braun-Pivet sur les bancs de l'hémicycle de l'Assemblée nationale en 2017.

Alors que le début de sa présidence commence par une série de maladresses et de moqueries et que l'opposition critique l'attitude du groupe La République en marche lors des débats de la commission,, son travail est finalement salué par l'ensemble des groupes parlementaires,. Elle est notamment à l'origine de plusieurs visites de terrain (prisons, centres de rétention administrative) par les députés membres de la commission, simultanées et dans toute la France, qu'elle qualifie d'« emblématique d'une volonté nouvelle d'aborder les politiques publiques sur la base de contrôles exercés sur le terrain ». En juin 2018, l'AFP estime qu'elle « incarne depuis un an le « renouvellement » à l'Assemblée par son style et son approche de terrain, mais son poids politique reste questionné ». L'AFP comme Le Monde la présentent comme une présidente « atypique »,. En janvier 2022, Libération estime qu'à l'Assemblée nationale, elle « a fini par convaincre de sa compétence, y compris dans l'opposition », et l'on salue son empathie et sa bienveillance. Dans le même temps, Le Figaro évoque son « retour en grâce », estime qu'elle « s'est révélée une bûcheuse acharnée » et que « son engagement dans le suivi des textes anti-Covid lui a permis de se rendre incontournable à l'Assemblée nationale ».
Le quotidien Libération relève qu'« elle n'hésite pas […] à s'écarter des positions du gouvernement : on l'a vue protester contre la « commission » d'experts censée procéder à la réécriture de l'article 24 de la loi sécurité globale et elle était à la manœuvre, avec l'opposition, pour exempter les 12-15 ans du passe vaccinal ».
En septembre 2018, après la nomination de François de Rugy au gouvernement, elle se porte candidate à la présidence de l'Assemblée nationale, mais se désiste pour soutenir Richard Ferrand qu'elle avait critiqué quelques heures avant. Des proches de Richard Ferrand lui auraient signifié qu'elle serait « purgée » de la présidence de la commission des Lois si elle maintenait sa candidature.
En juillet 2019, lors de la remise en jeu des postes au sein du groupe LREM, elle est reconduite à la présidence de la commission des Lois contre Laetitia Avia.

### Activité parlementaire

#### Projet de loi organique rétablissant la confiance dans l'action publique
Yaël Braun-Pivet est rapporteure du projet de loi organique pour la confiance dans la vie politique, « un texte qu'elle défendait ardemment avant même d'accéder » à la présidence de la commission. À son initiative, la commission adopte, le 18 juillet 2017, avec le soutien du gouvernement, un amendement au texte, visant à durcir le régime des sanctions applicable aux parlementaires touchant illégalement des indemnités dans des entreprises publiques ou des autorités administratives, alors que Mediapart relève de nombreuses situations de ce type. Le Journal du dimanche la classe alors parmi « les 10 députés qui vont peser dans le quinquennat ».

#### Prisons
Yaël Braun-Pivet choisit de faire de la question des prisons un axe important de son mandat. Le 6 novembre 2017, une trentaine de députés membres de la commission des Lois, issus de différents groupes politiques, se rendent, à son initiative, dans des établissements pénitentiaires dans toute la France, afin d'étudier de près la situation carcérale du pays. Dans le prolongement de ces visites, quatre groupes de travail sont créés au sein de la commission des Lois et confiés aux membres du bureau. Ces groupes émettent des recommandations sur la prise en charge des détenus présentant des troubles psychiatriques, la diversification des conditions de détention par le recours aux établissements ouverts, l'activité en détention et le lien avec le tissu économique local dans une perspective de réinsertion.
Présidant le groupe sur la diversification des conditions de détention, Yaël Braun-Pivet s'est personnellement investie pour le développement de centres pénitentiaires de réinsertion, modèle français de prisons à sécurité allégée (dites « ouvertes »), défendant l'idée qu'« on ne peut pas calquer tout le régime de détention sur les profils les plus dangereux ». La députée s'est rendue à la prison ouverte de Horserod (en) au Danemark, ainsi qu'au centre de détention de Casabianda-Aléria en Corse, afin d'étudier le fonctionnement de ces établissements. Elle dit y avoir constaté de nombreux avantages : « coûts de construction et de fonctionnement moins élevés que pour une prison classique (sic) », « détenus davantage responsabilisés », « activité obligatoire », « rapports entre les détenus ou avec les surveillants apaisés », « conditions de détention infiniment meilleures que dans nos maisons d'arrêt surpeuplées ».
Le 7 mars 2018, Nicole Belloubet, garde des Sceaux et ministre de la Justice, a annoncé le souhait du gouvernement qu'une quinzaine d'établissements de ce type puissent être ouverts au cours du quinquennat, selon des modalités qui seront définies sur la base des recommandations faites par la commission des Lois. Dans son rapport, Yaël Braun-Pivet propose de construire dix-huit « centres pénitentiaires de réinsertion » (CPR) de 150 places maximum chacun, soit 2 700 nouvelles places en milieu ouvert. Elle souhaite y ajouter les treize entités présentes sur le territoire aujourd'hui, destinées aux peines courtes ou aménagées, classées en QPS (quartier de préparation à la sortie), QPA (quartiers pour peines aménagées) ou QNC (quartiers nouveau concept). Au total, 3 300 places de prison en milieu ouvert pourraient être créées, à destination essentiellement des détenus qui purgent une courte peine de moins de deux ans, sauf les plus dangereux qui auraient, par exemple, commis des violences volontaires. Tous feraient l'objet d'une évaluation individuelle renforcée avant leur entrée dans un CPR.

#### Proposition de loi sur les mesures de sûreté
En 2020, elle dépose, avec Raphaël Gauvain, une proposition de loi visant à instaurer des mesures de sûreté pour les terroristes sortant de prison. Celle-ci prévoit une forme d'assignation à résidence pour des personnes sortant de prison après avoir purgé leur peine, à travers des mesures telles qu'un suivi par le service pénitentiaire d'insertion et de probation, des obligations de pointage dans un commissariat, le port de bracelet électronique, l'interdiction de quitter le territoire ou de paraître dans certaines communes ou catégories de lieux, l'obligation de déclarer son emploi et son domicile et de ne pouvoir en changer qu'avec l'autorisation préalable du juge ; ces mesures pouvant durer jusqu'à 10 ans au plan délictuel et 20 ans au plan criminel,,. De telles mesures étaient réclamées de longue date par une partie de la droite et par le parquet national antiterroriste. Le texte est soutenu par le gouvernement, tandis que des défenseurs des libertés publiques et le Conseil national des barreaux contestent le texte, qui instaure selon eux une « peine après la peine » ; la Commission nationale consultative des droits de l'homme met en cause un dispositif disproportionné,,. Consulté en amont, le Conseil d’État considère que ces mesures de restrictions de libertés n’apportent aucune garantie en matière de prévention de la récidive terroriste et préconise que leur durée ne puisse excéder cinq ans. Le Conseil constitutionnel censure l'essentiel du texte qui n'aboutit qu'à une modification mineure de l'article 421-8 du Code pénal. Il indique néanmoins que les mesures proposées relèvent bien de mesures de sûreté et ouvre la porte à un texte de remplacement en indiquant la voie à suivre.

#### Réforme des institutions
Le 23 mai 2018, Yaël Braun-Pivet est nommée rapporteure du projet de loi constitutionnelle « pour une démocratie plus représentative, responsable et efficace » aux côtés de Marc Fesneau, président du groupe MoDem à l'Assemblée nationale. Elle est responsable du volet institutionnel du projet de loi (réforme du Conseil supérieur de la magistrature, suppression de la Cour de justice de la République, des membres de droit (anciens présidents de la République) du Conseil constitutionnel et baisse du nombre de députés pour la saisine du Conseil constitutionnel, inscription du climat dans la Constitution).

#### Commission d'enquête parlementaire sur l'affaire Benalla
À partir du 23 juillet 2018, Yaël Braun-Pivet assure la présidence de la commission d'enquête parlementaire sur l’affaire Benalla, du nom du chargé de mission d’Emmanuel Macron,,. Elle est très critiquée par l'opposition et sur les réseaux sociaux pour son manque d'impartialité supposé,. Dès le 28 juillet, elle estime ses travaux d'investigation terminés. Pour Le Monde, elle est l'une des principaux « perdants » de la crise née de l'affaire Benalla : selon le quotidien, « en tant que corapporteur [de la commission d'enquête], elle a eu le plus mauvais rôle, celui de questionner l'action de l'exécutif alors que la Macronie vivait sa première crise politique ; pendant dix jours, elle a été la cible répétée des critiques de l'opposition qui lui ont reproché d'être aux ordres de l'Élysée ». Le journal indique qu'après avoir « gagné le respect des oppositions en cherchant le consensus lors des travaux de sa commission », elle a révélé « un autre visage […] parce qu'elle refusait d'auditionner Alexis Kohler, le secrétaire général de l'Élysée ».
Lors de l'affaire Benalla, elle reçoit des dizaines de messages injurieux ou menaçants sur les réseaux sociaux et porte plainte pour injures sexistes et menaces antisémites.
Le 1er janvier 2019, Yaël Braun-Pivet refuse la réouverture de la commission d'enquête à la suite de la révélation par les médias de la poursuite de l'utilisation par Alexandre Benalla de deux passeports diplomatiques et de supposés liens professionnels persistants entre ce dernier et le président de la République,.

### Conseillère municipale du Vésinet
Candidate lors des élections municipales de 2020, en 16e position sur la liste de Bruno Coradetti (investi par LREM) au Vésinet, elle est élue conseillère municipale,.

### Éphémère ministre des Outre-mer
Présidente de la commission des Lois de l'Assemblée nationale, elle s'était déjà fréquemment déplacée en Outre-mer tout en ayant été rapporteure d'une mission d'information sur l'avenir institutionnel de la Nouvelle-Calédonie,.
Le 20 mai 2022, elle est nommée ministre des Outre-mer par Emmanuel Macron dans le gouvernement d'Élisabeth Borne. Elle succède à Sébastien Lecornu. Sa nomination surprend, un autre ministère étant pressenti. D'après des journalistes de la rédaction d'Europe 1, Richard Ferrand aurait directement « poussé » le président de la République à la nommer ministre pour la dissuader de briguer ensuite le perchoir de l'Assemblée nationale, à l'approche des élections législatives.
Le 25 juin 2022, après avoir été réélue députée, elle quitte le gouvernement pour présenter sa candidature à la présidence de l'Assemblée nationale. La Première ministre Élisabeth Borne récupère alors par intérim les fonctions de ministre des Outre-mer. Plusieurs élus ultramarins déplorent une « attitude brutale » et font part de leur « déception » quant au faible intérêt que suscite ce portefeuille ministériel.

### Élections législatives de 2022
Yaël Braun-Pivet se représente aux élections législatives de 2022, dans la cinquième circonscription des Yvelines. L'Élysée annonce que les ministres battus dans leur circonscription devront quitter le gouvernement.
Après sa réélection avec 64,6 % des voix, elle explique être prête à travailler « avec tous ceux qui veulent avancer avec nous », y compris le Rassemblement national : « C'est cela la beauté de la démocratie. Au Parlement lorsque l'on vote des textes, nous ne sommes pas nécessairement tenus par nos groupes ».

### Présidente de l'Assemblée nationale

#### Élection au perchoir
Quatre ans après sa première tentative, Yaël Braun-Pivet se porte à nouveau candidate à la présidence de l'Assemblée nationale dans les jours qui suivent les élections législatives de juin 2022.
Ses chances de succès sont augmentées lorsque le président sortant, Richard Ferrand, est battu dans la sixième circonscription du Finistère.
Le 22 juin 2022, elle remporte le second tour de la primaire ouverte aux groupes de l'alliance présidentielle par 105 voix contre 85 voix à son collègue Roland Lescure. Elle est élue présidente de l'Assemblée nationale à l'issue du second tour avec 242 voix sur 462. L'abstention des députés du Rassemblement national, après le retrait de leur candidat, est perçue comme un facteur de sa victoire. Yaël Braun-Pivet devient ainsi la première femme à présider la chambre basse du Parlement français,.

#### Exercice de la fonction
En octobre 2022, après ses premiers mois au perchoir du palais Bourbon, France Télévisions, citant des sources proches de la majorité, affirme qu'elle entretiendrait des relations froides avec les proches du président de la République, mais qu'elle a gagné le respect des groupes d'opposition par sa conduite des débats.
En juin 2023, après avoir refusé de convoquer un bureau de l'Assemblée nationale pour statuer sur la recevabilité de la proposition de loi d’abrogation de la retraite à 64 ans, elle décide finalement d'endosser seule la responsabilité d’utiliser l'article 40 de la Constitution. Sa décision est immédiatement dénoncée par une grande partie des oppositions qui lui reprochent d'avoir suivi les consignes de l'Élysée.
Le même mois, elle se fait épingler par la HATVP pour avoir omis plus de 40 000 euros d'actions dans des sociétés comme TotalEnergies, BNP Paribas ou encore LVMH dans sa déclaration d'intérêts effectuée en 2022.

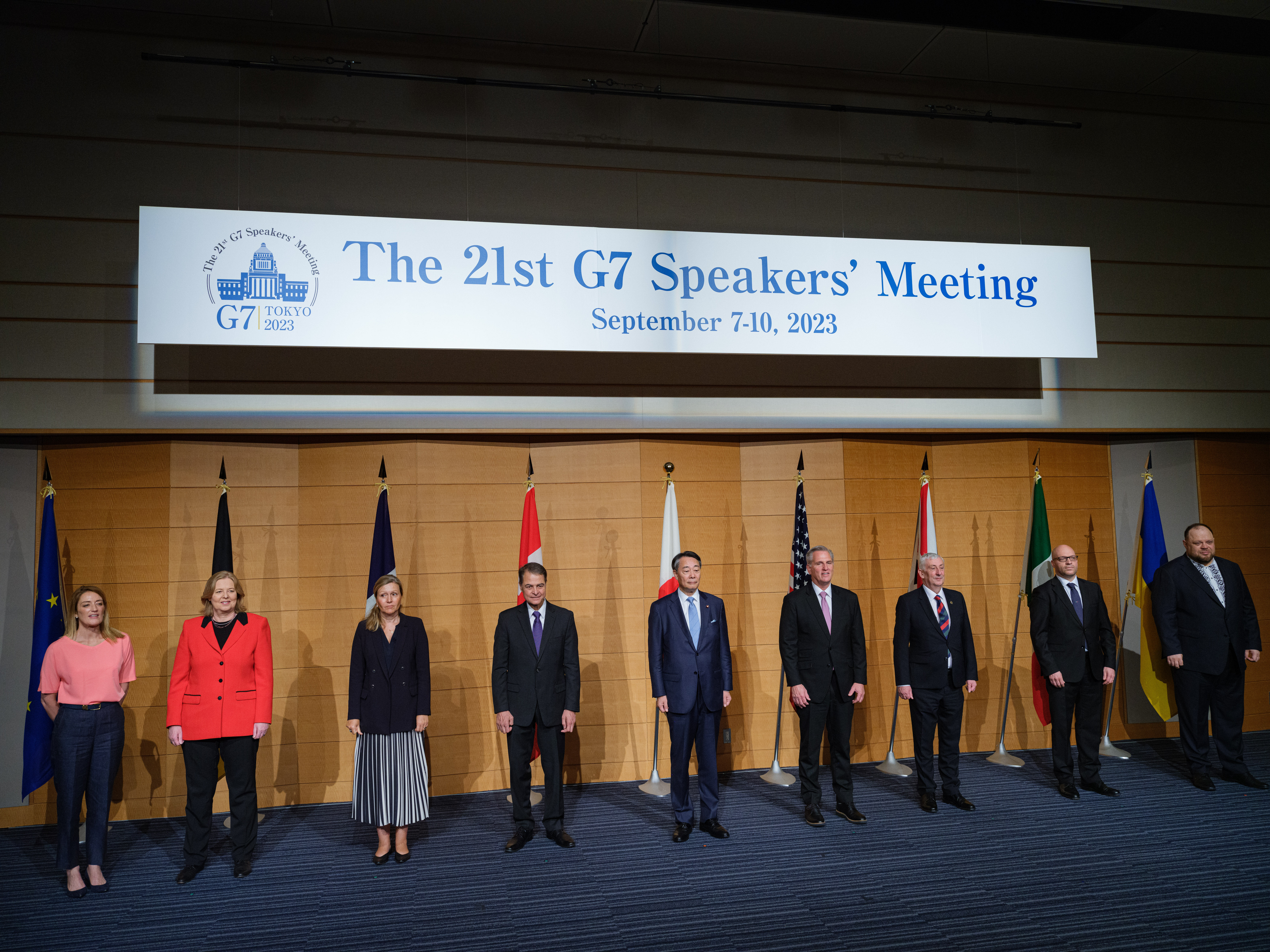
Yaël Braun-Pivet (3e à gauche) parmi ses homologues du G7 lors d'un sommet à Tokyo, en 2023.

Début 2024, le site Médiapart publie un article notant son usage intensif des sanctions, l'opposition de gauche étant particulièrement ciblée. Elle détient ainsi le record de sanctions prises à l'encontre des députés de l'opposition, ayant, en son seul mandat, dépassé le cumul des sanctions décidées par ses prédécesseurs, son groupe parlementaire d'origine étant globalement épargné. Questionnée à ce sujet, Yaël Braun-Pivet affirme son intention de continuer à pratiquer les sanctions de manière intensive. L'opposition s'inquiète d'une pratique visant à « réduire la liberté d'expression des parlementaires », citant à l'appui des périodes de l'histoire où les débats étaient agités sans que la présidence ne prenne particulièrement de sanctions.
Le 28 mai 2024, elle suspend les questions au gouvernement quand le député insoumis Sébastien Delogu brandit le drapeau palestinien. Elle demande contre lui la sanction « la plus sévère qui puisse être prononcée à l'encontre d'un ou d'une députée », une exclusion de deux semaines, invoquant les « manifestations troublant l'ordre ou une scène tumultueuse », cas prévus par l'article 70 du règlement intérieur . Cette sanction est vivement critiquée et jugée disproportionnée par le groupe La France insoumise, mais aussi par Olivier Faure et Valérie Rabault, du Parti socialiste. Naïma Moutchou, vice-présidente Horizons de l’Assemblée, juge également cette sanction trop sévère. Le député saisit la Cour européenne des droits de l'homme deux jours plus tard.

#### Position à la suite de l'attaque du Hamas contre Israël en 2023
Le 10 octobre 2023, à la suite de l'attaque du Hamas contre Israël, elle prononce un discours dans lequel elle déclare : « Je veux redire ici qu’Israël est un pays ami à qui je veux réaffirmer, au nom de la représentation nationale, notre totale solidarité et notre soutien inconditionnel. » La formule est critiquée par l'opposition de gauche, mais aussi dans les rangs de la majorité. « Le soutien inconditionnel à se défendre peu importe le prix, non. De l'autre côté on a des civils innocents qui n'ont rien demandé (...) C'est un véritable massacre à ciel ouvert (...) Le droit international pose des règles, ce n'est pas sans condition », déclare ainsi l'ancienne ministre Nadia Hai, qui écrit une tribune dans L'Opinion, co-signée par soixante députés Renaissance, qui fait allusion à cette formule, en lançant le 29 octobre un « appel à la protection immédiate et inconditionnelle des populations civiles - de toutes les vies civiles ». Le député Renaissance du Bas-Rhin Charles Sitzenstuhl, pourtant non signataire de la tribune, déclare dans un entretien au Figaro publié le 2 novembre : « Soutien à Israël, oui, inconditionnel, non ». Il reconnaît par la même occasion « un malaise » dans la majorité lié à « une tonalité « ultra Israël » qui ne correspond pas à la ligne du président de la République ».
Le 19 novembre 2023, Yaël Braun-Pivet assure qu’elle n’a, « en aucun cas, apporté [s]on soutien ou le soutien de l’Assemblée nationale au gouvernement israélien », mais « à l’existence d’Israël », puis  explique  le 6 mars 2024 que « lorsque [elle a] apporté [s]on soutien inconditionnel à Israël, Israël n’avait pas riposté », ce qui, selon la revue "Regards"  serait démenti par les faits. Plus précisément, si l'invasion terrestre débute le 27 octobre, la bande de Gaza est rapidement bombardée et  le 13 octobre, l’armée israélienne exhorte les civils palestiniens du nord de la bande de Gaza d’évacuer la zone. Le 10 avril 2025, elle déclare : « Je vois bien que j’ai eu tort de choisir ce mot, parce qu’il ne reflétait pas ma pensée et il a été compris de telle sorte que ça ne correspond pas à ce que je voulais dire ».
Une nouvelle polémique a lieu lorsqu’elle se rend  le 22 octobre dans les kibboutz en bordure de la bande de Gaza où ont eu lieu les massacres du 7 octobre aux côtés du président de la Knesset et de l’armée israélienne, accompagnée des députés Éric Ciotti, Meyer Habib et Mathieu Lefèvre. Elle déclare sur place qu'« il faut (...) préserver » les civils à Gaza, « rien ne doit empêcher Israël de se défendre. La France, aujourd'hui, soutient pleinement Israël ». Alors que la riposte de Tsahal a déjà commencé et tué plusieurs milliers de civils palestiniens, dont une majorité de femmes et d'enfants, François Ruffin juge que « Yaël Braun-Pivet justifie des crimes de guerre, le meurtre de civils palestiniens à Gaza, quantité négligeable, dommages collatéraux ». Jean-Luc Mélenchon pour sa part considère que la présidente de l’Assemblée nationale ne parle « pas au nom du peuple français » et l'accuse de « campe[r] à Tel Aviv pour encourager le massacre ». Au sujet du mandat d’arrêt de la CPI contre Benjamin Netanyahou, Yaël Braun-Pivet déclare qu'« à partir du moment où la France est signataire, adhérente du statut de Rome et reconnaît la CPI, […] elle doit appliquer les règles qui en découlent » et qu'« il n’y a pas de raison d’y déroger ».
Le 26 février 2025, dans le cadre d'une campagne d'hommages rendus dans de nombreux pays, et après la demande des députés Renaissance Caroline Yadan et  RN Julien Odoul, elle fait illuminer la colonnade du palais Bourbon en orange afin de rendre hommage à la famille Bibas, enlevée lors de l'attaque du 7 octobre, et dont les enfants roux et la mère sont enterrés ce jour-là,. Cette initiative lui sera reprochée quand, le 8 avril 2025, elle annonce son intention de prendre des « sanctions » contre les députés du groupe insoumis ayant brandi des photos d'enfants palestiniens tués dans les récents bombardements israéliens en séance.[pertinence contestée]

#### Élections législatives anticipées de 2024 et reconduction au perchoir
Yaël Braun-Pivet se montre critique de la décision d'Emmanuel Macron de dissoudre l'Assemblée nationale le 9 juin 2024. Selon elle, l'Assemblée nationale fonctionnait malgré la majorité relative dont jouissait le gouvernement. Yaël Braun-Pivet estime qu'un « autre chemin » était possible passant par plus de coopération « avec LR, avec les socialistes [ou] avec les écologistes ».
Dès le lancement de la campagne des législatives, elle rend public son souhait de conserver sa présidence de l'Assemblée nationale dans l'hypothèse d'une reconduction de la majorité sortante,. Le 7 juillet 2024, elle est réélue au second tour des élections législatives anticipées avec 49,10 % des suffrages dans la 5e circonscription des Yvelines, devançant le candidat du Nouveau Front populaire, Yassine Benyettou, arrivé deuxième avec 28,16 % des voix,.
Le 18 juillet 2024, elle est reconduite dans ses fonctions de présidente de l'Assemblée nationale. Sa réélection au perchoir se fait dans un contexte politique tendu, Yaël Braun-Pivet étant accusée d'avoir noué une « entente tacite » avec les députés du Rassemblement national, ce qu'elle conteste. Elle est élue avec 220 voix, au 3e tour, devançant André Chassaigne (207 voix) et Sébastien Chenu (141 voix). Alors que son groupe politique n'est plus majoritaire, elle réussit une alliance avec les députés LR. L'élection est remise en question par la gauche qui l'estime inconstitutionnelle dans la mesure où des députés siégeant encore au gouvernement ont pris part au scrutin, ce qui remet en question la séparation des pouvoirs entre le législatif et l'exécutif.
Le Conseil constitutionnel rejette un recours similaire déposé par La France insoumise, puis un autre déposé par Marine Le Pen.

## Victime d'antisémitisme
Elle est la cible d'injures et menaces sexistes et antisémites, notamment en 2018 lors de l'affaire Benalla,, ou, en 2021, lors du débat sur la politique sanitaire française face au Covid. « Twitter France refuse de coopérer avec les services de police judiciaire chargés de l’enquête » en 2018, mais elle reçoit le soutien unanime de la classe politique,. Ces menaces se renouvellent lors du débat sur la réforme des retraites de 2023,, puis lors de la guerre entre Israël et le Hamas et encore en mars 2025.

## Détail des mandats et fonctions

### Au gouvernement
- 20 mai 2022 – 25 juin 2022 : ministre des Outre-mer.

### À l’Assemblée nationale
- Depuis le 21 juin 2017 : députée de la 5e circonscription des Yvelines.
- 29 juin 2017 – 21 juin 2022 : présidente de la commission des Lois de l'Assemblée nationale.
- Depuis le 28 juin 2022 : présidente de l'Assemblée nationale.

### Au niveau local
- Depuis le 28 juin 2020 : conseillère municipale du Vésinet.

## Synthèse des résultats électoraux

### Présidence de l'Assemblée nationale
| Année | Groupe | Groupe | 1er tour | 1er tour | 1er tour | 2e tour | 2e tour | 2e tour | 3e tour | 3e tour | 3e tour | Issue |
| Année | Groupe | Groupe | Voix     | %        | Rang     | Voix    | %       | Rang    | Voix    | %       | Rang    | Issue |
| ----- | ------ | ------ | -------- | -------- | -------- | ------- | ------- | ------- | ------- | ------- | ------- | ----- |
| 2022  |        | LREM   | 238      | 42,35    | 1re      | 242     | 52,38   | 1re     |         |         |         | Élue  |
| 2024  |        | EPR    | 124      | 21,75    | 3e       | 210     | 36,90   | 1re     | 220     | 38,66   | 1re     | Élue  |

### Élections législatives
| Année | Parti  | Parti | Circonscription | 1er tour | 1er tour | 1er tour | 2d tour | 2d tour | 2d tour | Issue |
| Année | Parti  | Parti | Circonscription | Voix     | %        | Rang     | Voix    | %       | Rang    | Issue |
| ----- | ------ | ----- | --------------- | -------- | -------- | -------- | ------- | ------- | ------- | ----- |
| 2017  |        | LREM  | 5e des Yvelines | 18 299   | 47,15    | 1re      | 19 684  | 58,99   | 1re     | Élue  |
| 2022  | 14 483 | LREM  | 5e des Yvelines | 36,59    | 1re      | 23 336   | 64,62   | 1re     | Élue    |       |
| 2024  |        | RE    | 5e des Yvelines | 22 874   | 42,79    | 1re      | 25 400  | 49,10   | 1re     | Élue  |

## Décorations
- Ordre du prince Iaroslav le Sage, 2e classe (Ukraine, 2023)[117].

## Ouvrage
- À ma place, éd. Buchet-Chastel, 2025.

## Dans la culture populaire
En 2025, le concert Au pays des Enfoirés ! comporte un tableau mettant en scène la comédienne Michèle Laroque dans le rôle de la présidente de l'Assemblée nationale.